# فيكتور إنترتنمنت
فيكتور إنترتنمنت (بالإنجليزية:Victor Entertainment)، هي شركة يابانية لإنتاج وصناعة الأدوات الترفيهية كالأدوات الصوتية والموسيقية والإلكترونيات و الرسوم المتحركة.

## الموقع الخارجي
- الموقع الرسمي